# Спрингфілд (Міссурі)
Спрингфілд (англ. Springfield) — місто (англ. city) в США, в округах Грін і Крістіан штату Міссурі. Адміністративний центр округу Грін. Населення — 169 176 осіб (2020).
Спрингфілд відомий як місто-королева Озарку. Тут починається 66-а австомагістраль.
У місті є кілька університетів, зокрема Університет штату Міссурі.

## Географія
Спрингфілд розташований за координатами 37°11′39″ пн. ш. 93°17′29″ зх. д. / 37.19417° пн. ш. 93.29139° зх. д. (37.194152, -93.291305).  За даними Бюро перепису населення США в 2010 році місто мало площу 213,18 км², з яких 211,65 км² — суходіл та 1,53 км² — водойми.

## Демографія

### Перепис 2010
Згідно з переписом 2010 року, у місті мешкало 159 498 осіб у 69 754 домогосподарствах у складі 35 453 родин. Густота населення становила 748 осіб/км².  Було 77620 помешкань (364/км²).
Расовий склад населення:
| - 88,7 % — білих - 4,1 % — чорних або афроамериканців - 1,9 % — азіатів - 0,8 % — корінних американців - 0,2 % — вихідців з тихоокеанських островів - 1,2 % — осіб інших рас |

До двох чи більше рас належало 3,2 %. Частка іспаномовних становила 3,7 % від усіх жителів.
За віковим діапазоном населення розподілялося таким чином: 18,3 % — особи молодші 18 років, 67,2 % — особи у віці 18—64 років, 14,5 % — особи у віці 65 років та старші. Медіана віку мешканця становила 33,2 року. На 100 осіб жіночої статі у місті припадало 94,1 чоловіків;  на 100 жінок у віці від 18 років та старших — 91,4 чоловіків також старших 18 років.
Середній дохід на одне домашнє господарство  становив 46 879 доларів США (медіана — 33 557), а середній дохід на одну сім'ю — 57 482 долари (медіана — 43 551). Медіана доходів становила 34 503 долари для чоловіків та 29 893 долари для жінок. За межею бідності перебувало 25,7 % осіб, у тому числі 32,0 % дітей у віці до 18 років та 10,8 % осіб у віці 65 років та старших.
Цивільне працевлаштоване населення становило 78 379 осіб. Основні галузі зайнятості: освіта, охорона здоров'я та соціальна допомога — 26,9 %, роздрібна торгівля — 14,0 %, мистецтво, розваги та відпочинок — 13,3 %.

### Перепис 2000
За даними перепису 2000 року на території муніципалітету мешкало 157 630 людей, було 64 691 садиб та сімей.
Густота населення становила 800 осіб/км2. З 64 691 садиб у 24 % проживали діти до 18 років, подружніх пар, що мешкали разом, було 40,7 %,
садиб, у яких господиня не мала чоловіка — 10,9 %, садиб без сім'ї — 44,8 %.
Середній річний дохід на садибу становив 29 563 доларів США, а на родину — 38 114 доларів США. Чоловіки мали дохід 27 778 доларів, жінки — 20 980 доларів. Дохід на душу населення був 17 711 доларів.
Медіанний вік населення становив 34 років. На кожних 100 жінок віком понад 18 років припадало 90 чоловіків.

## Відомі люди
- Кетлін Тернер (* 1954) — американська актриса кіно й театру.